# Historias da Artemídia
Histórias da Artemídia é um campo de pesquisa interdisciplinar que explora os desenvolvimentos contemporâneos, assim como a história e a genealogia da Arte em Novos Meios, Arte Digital e Arte Eletrônica.  Por um lado, as Histórias da Artemídia lidam com a inter-relação contemporânea entre arte, tecnologia e ciência. Por outro, o campo visa revelar as relações históricas e aspectos da sobrevida (Aby Warburg) na Arte com Novos Meios por meio de uma abordagem histórica comparada. Esta linha de pesquisa envolve questões da história dos meios e da percepção, dos chamados arquétipos e topoi, bem como questões da iconografia e da história das ideias.
O próprio termo Arte com Novos Meios é de grande importância para o campo.  A Arte com Novos Meios é uma denominação abrangente que envolve formas artísticas que são produzidas, modificadas e transmitidas por meio de tecnologias digitais ou, em um sentido mais amplo, fazem uso de tecnologias ‘novas’ e emergentes que têm sua origem em um contexto científico, industrial ou militar. A maioria dos autores que tentam ‘delinear’ o objeto estético da Arte com Novos Meios enfatizam aspectos de interatividade, processualidade, multimídia e tempo real. O foco da Arte com Novos Meios reside nas implicações culturais, políticas e sociais bem como nas possibilidades estéticas – de forma mais ou menos relacionada à ‘especificidade do meio’ – dos meios digitais. Consequentemente, pesquisadores reconhecem a função dos meios técnicos na Arte com Novos Meios não apenas como um ‘mensageiro’ do significado, mas como um meio que fundamentalmente molda o próprio significado da obra de arte.
Ainda, o campo da Arte com Novos Meios é crescentemente influenciada por ‘novas’ tecnologias que ultrapassam uma compreensão tradicional dos meios (artísticos). Isto se torna evidente em tecnologias que têm sua origem no campo da biotecnologia e ciências da vida que são empregadas em práticas artísticas como Arte Biológica, Arte Genética e Arte Transgênica. Portanto, o termo Arte com Novos Meios não denota um ‘gênero’ estável de produção artística. De outro modo, trata-se de um campo que enfatiza ‘novas’ tecnologias (de modo a estabelecer uma diferença explícita com os meios e gêneros tradicionais da arte). A lista de gêneros que são geralmente compreendidos pela denominação Arte com Novos Meios ilustra seu escopo abrangente e inclui, entre outros, Arte Virtual, Software Art, Internet Art,  Game Art, Glitch Art, Arte Telemática, Arte Biológica / Arte Genética,  Arte Interativa, computer animation  animação por computador e computação gráfica, hackativismo e Mídias Táticas. Este dois últimos ‘gêneros’ em particular dedicam-se fortemente à relação entre arte e ativismo (político).